# Epidendrum betimianum
Epidendrum betimianum är en orkidéart som beskrevs av João Barbosa Rodrigues. Epidendrum betimianum ingår i släktet Epidendrum och familjen orkidéer. Inga underarter finns listade i Catalogue of Life.